# بخش چتفیلد، شهرستان فیلمور، مینه سوتا
بخش چتفیلد (به انگلیسی: Chatfield Township) یک منطقهٔ مسکونی در ایالات متحده آمریکا است که در شهرستان فیلمور، مینه‌سوتا واقع شده‌است.
 بخش چتفیلد ۸۹٫۵ کیلومتر مربع مساحت و ۴۸۹ نفر جمعیت دارد و ۳۰۲ متر بالاتر از سطح دریا واقع شده‌است.